# Neoblattella detersa
Neoblattella detersa es una especie de cucaracha del género Neoblattella, familia Ectobiidae.

## Distribución
Esta especie se encuentra en Jamaica y Haití. Introducido a los Estados Unidos.